# Candelaria (Cuba)
Pour les articles homonymes, voir Candelaria.
Candelaria est une localité et une municipalité de la province d'Artemisa, à Cuba.

## Géographie
La ville de Candelaria est située à 84 km sud-ouest de La Havane et 25 km sud-ouest de sa capitale de province Artemisa. Elle est à environ 20 km de la côte sud de Cuba. 
La municipalité s'allonge dans le sens nord-ouest / sud-est jusqu'au golfe de Batabanó au sud.

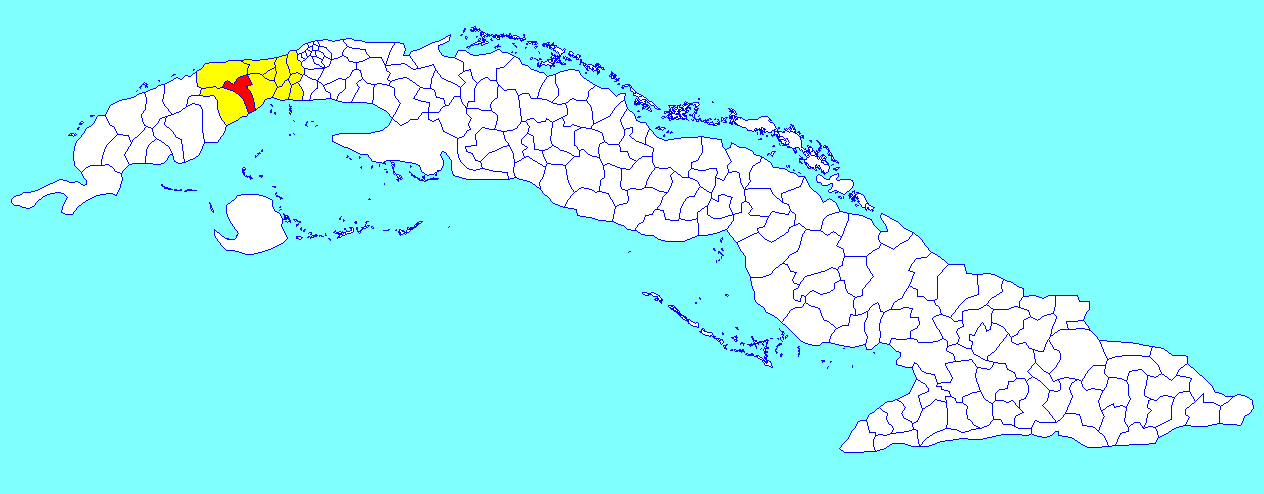
Municipalité de Candelaria dans la province de Camagüey

### Divisions administratives
La municipalité inclut quatre consejos populares :
- Urbano
- Sur
- Montaña
- Pre-Montaña

La municipalité inclut aussi les villages de Bayate, Carambola, Frías, Lomas, Pasto Rico, Pueblo, Pueblo Nuevo, Punta Brava, Río Hondo, San Juan de Contreras, San Juan del Norte, Soroa et Las Terrazas.

## Histoire
Pendant tout le XVIe siècle, l'espace situé à l'ouest de La Havane est sous le contrôle relatif de cette ville. Le siècle suivant apporte des changements socio-économiques significatifs. À partir de 1607, l'île est divisée en deux gouvernements politiquement indépendants l'un de l'autre, avec deux centres : Santiago de Cuba pour l'est et La Havane pour l'ouest. Au plus tard au XVIIe siècle, il existe une hacienda Candelaria, qui a à cette époque sur ses terres un petit ermitage sous le patronage de la vierge de Notre-Dame de la Candelaria, desservi par la compagnie de Jésus. Entre 1790 et 1850, les environs voient la création de plantations. La plus ancienne est Bayate, créée par José Pedroso en 1750 en bord de la route royale de Vuelta Abajo, proche de l'endroit où elle traverse la rivière Bayate (de nos jours la rivière la plus proche est le San Juan). 

Après la prise de La Havane par les Anglais (1762), l'intérêt de l'administration espagnole pour Vuelta Abajo, stimulé par les changements importants dans tous les domaines, augmente notablement. La production locale, jusque là tournée vers l'élevage, s'oriente vers le café au tournant du XIXe siècle. En 1802 la sierra del Rosario a plus de 90 plantations de café françaises. Puis en 1828 apparaît l'industrie sucrière avec la construction de 5 sucreries, dont 2 à vapeur et 3 à traction animale. 
Selon l'historien espagnol Jacobo de la Pezuela (es), le village date de la fin du XVIIIe siècle tandis que selon le géographe Esteban Pichardo (es) il commence avec une maison élevée par D. José Anaya et qu'en 1809 s'établit une taverne. Les deux s'accordent pour affirmer qu'en 1814 Don Francisco Javier Pedroso, maître du corral de Bayate, fonde le village en prenant sur ses terres deux caballerías (es) (environ 26 hectares) qu'il répartit entre plusieurs colons regroupés aux abords d'un ermitage. En 1815 les chemins sont tracés. Le géomètre Don José Ma Oliva autorise le plan.
La première maison aurait été située à 60 m au nord du 'chemin royal de Vuelta Abajo' (Camino Real de Vuelta Abajo) et à environ 80 m du puits appelé Pozo de la Virgen (maintenant classé comme Bien d'intérêt culturel). En 1816 le village est formalisé en dépendance de Santa Cruz de los Pinos, avec la construction d'une église et la constitution de la capitainerie Pedánea.
Un autre noyau de population local apparaît dans la première moitié du XIXe siècle : Baños de San Juan, avec les eaux minérales médicinales de ses sources sulfureuses (situé sur l'actuelle Las Terrazas, en amont sur la rivière San Juan).
En 1887, Candelaria est une municipalité et compte 9 875 habitants ; en 1899 il n'y a plus que 4 866 habitants — soit une perte de 49,3 % due aux ravages causés par la guerre, les épidémies et l'émigration forcée. Sa situation agraire est en grande partie démantelée : sur les 216 374 ha des 232 exploitations agricoles, seulement 135,12 ha sont cultivés en 1899. En 1907 il y a 5 128 habitants mais Candelaria ne figure plus comme municipalité. Le tabac s'apprête à remplacer le café dans l'économie locale.
Avant 2011, la municipalité dépend de la province de Pinar del Río.

## Population
En 2022, la population de la municipalité était estimée à 21 368 habitants ; pour une surface de 301,7 km2, la densité de population est de 70,83/km².
La municipalité de Candelaria compte 20 101 habitants à la fin de l'année 2010.[réf. nécessaire]

## Environnement
La réserve naturelle El Mulo, créée en 2008 pour 280,53 ha dans la cordillère de Guaniguanico sur les municipalités de Candelaria et Bahía Honda, est l'une des zones cœur de la réserve de biosphère de la Sierra del Rosario, ainsi que la réserve écologique (Reserva Ecológica) El Salón créée en 1985 (581,87 ha, sur Candelaria).

## Personnalités nées à Candelaria
- Enrique Jorrín, violoniste, né en 1926